# دينو بيشانوفيتش
دينو بيشانوفيتش مواليد 13 مارس 1990 في بيه لينا، جمهورية البوسنة والهرسك الاشتراكية، جمهورية يوغوسلافيا الاشتراكية الاتحادية، هو لاعب كرة قدم بوسني. يلعب كلاعب وسط.

## المسيرة الاحترافية

### أندية لعب لها
- نادي كولن
- نادي ساراييفو
- فورتونا كولن

## روابط خارجية
- دينو بيشانوفيتش على موقع قاعدة بيانات كرة القدم.إي يو (الإنجليزية)
- دينو بيشانوفيتش على موقع عالم كرة القدم.نت (الإنجليزية)